# Marsalforn

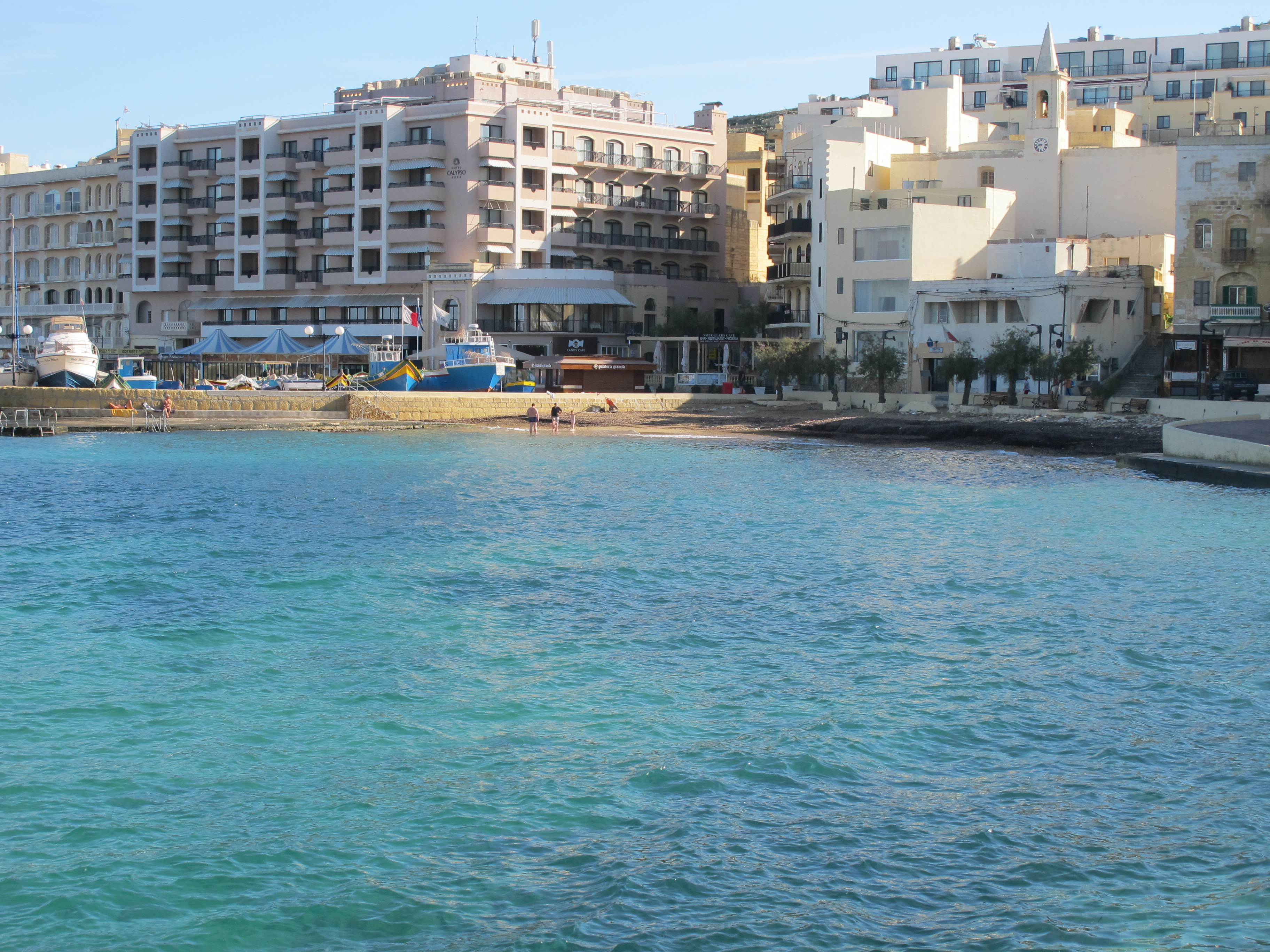
Strandpromenade von Marsalforn

Marsalforn ist ein Dorf an der Nordküste Gozos, der zweitgrößten Insel der Republik Malta. Es liegt zwischen den Hügeln von Xagħra und Żebbuġ und gehört zur Gemeinde Żebbuġ. Marsalforn ist einer der beliebtesten Badeorte Gozos.

## Name

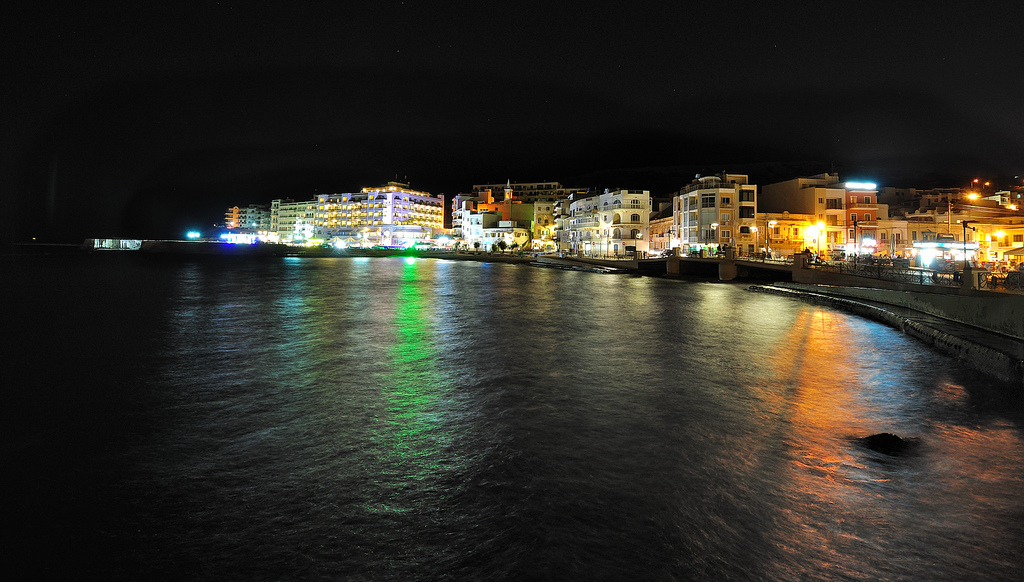
Bucht von Marsalforn bei Nacht

„Marsalforn“ ist ein zusammengesetzter Name: „Marsa“ kommt aus dem Arabischen und bedeutet im Deutschen „Hafen“ oder „Bucht“. Über den zweiten Teil des Namens gibt es unterschiedliche Auffassungen: Das maltesische Wort „forn“ bedeutet im Deutschen „Bäckerei“, aber es ist sehr unwahrscheinlich, dass der Ortsname daher kommt, weil man in einem Landesteil mit so geringer Bevölkerung nie eine Bäckerei errichtet hätte. Schon wahrscheinlicher ist der Bezug zu einer Schiffsbauart – wie bei anderen Orten auf Gozo. In diesem Falle bietet sich das illyrische Wort „liburna“ an (griechisch: livurna; arabisch: lifurna) an. Der Name kann aber auch vom Wort „forna“ kommen, mit dem Fischer aus Gozo eine vom Meer geformte Höhle bezeichnen. In Marsalforn gibt es etliche dieser Höhlen; die bekannteste ist Għar Qawqla (dt.: Höhle am steilen Berg).

## Geschichte
Der Ort Marsalforn hat eine Geschichte, die bis in römische Zeit zurück reicht. Bis zum 16. Jahrhundert war sein Hafen sehr wichtig für Gozo. Nahrungsmittel aus Sizilien wurden hier ausgeladen und Passagiere nach Licata und andere Häfen auf dem europäischen Festland schifften sich hier ein. Die Bedeutung Marsalforn war im späten 16. Jahrhundert und frühen 17. Jahrhundert so stark gewachsen, dass die Ritter des Johanniterordens – damals die Herrscher von Malta – daran dachten, die alte Zitadelle von Gozo in der Mitte der Insel abzureißen und eine neue Stadt über dem Hafen zu bauen. Der Widerstand der Bevölkerung von Gozo führte aber dazu, dass diese Pläne nie realisiert wurden. Die Leute machten geltend, dass sie zu arm seien, um zusätzliche Steuern zur Finanzierung des Umzugs zu zahlen, und dass die Umstände für ihren Umzug von Victoria Rabat nach Marsalforn zu groß seien. Mit der Entwicklung von Mġarr als Fährhafen zwischen Gozo und Malta und dem Bau von Verteidigungstürmen zum Schutz der Wasserstraße zwischen Gozo und Malta verlor Marsalforn seine Bedeutung und blieb viele Jahrhunderte ein stilles Fischerdorf, in dem nur Fischer und ihre Familien lebten.

## Wirtschaft

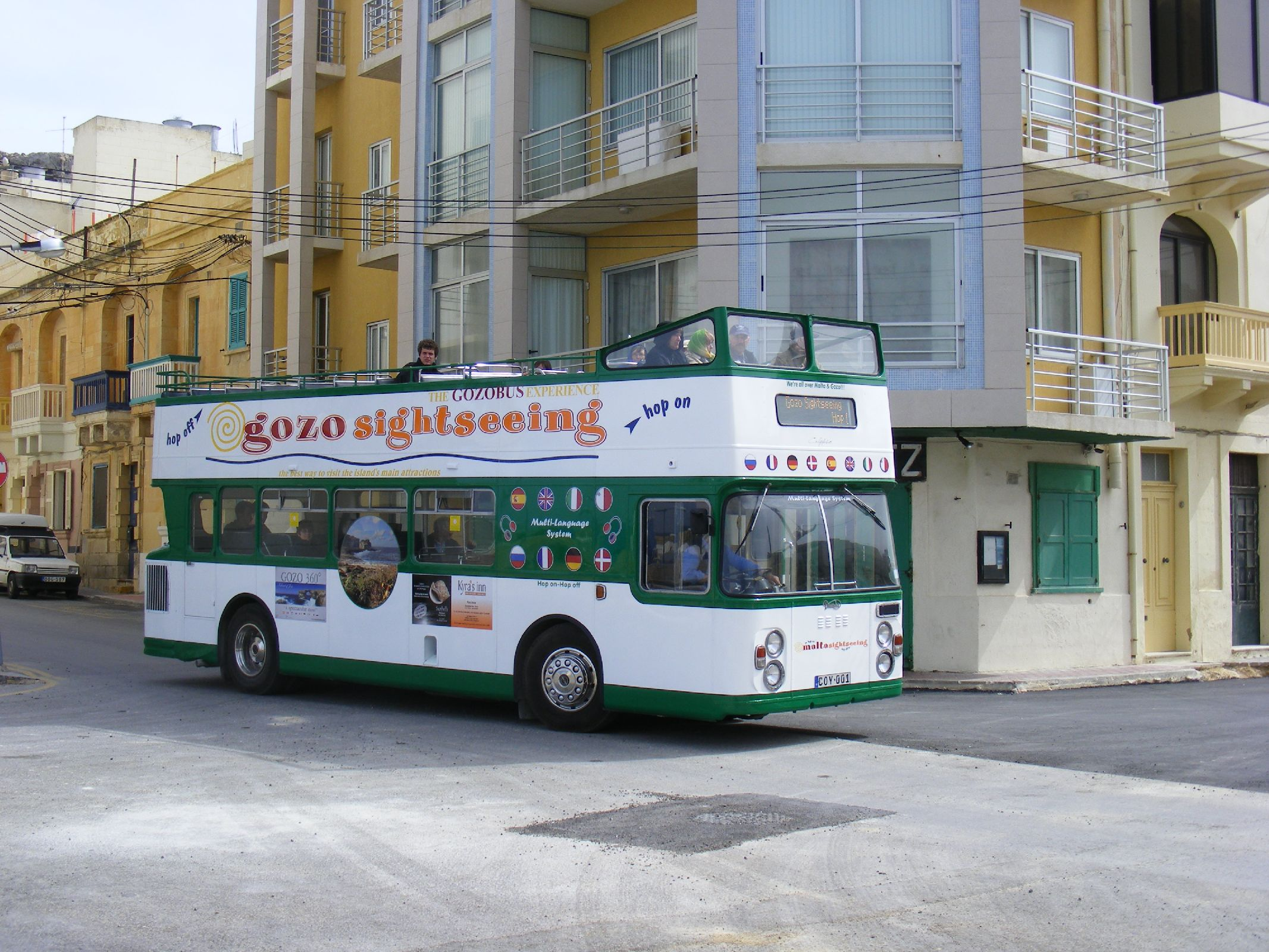
Gozo Sightseeing Bus in Marsalforn

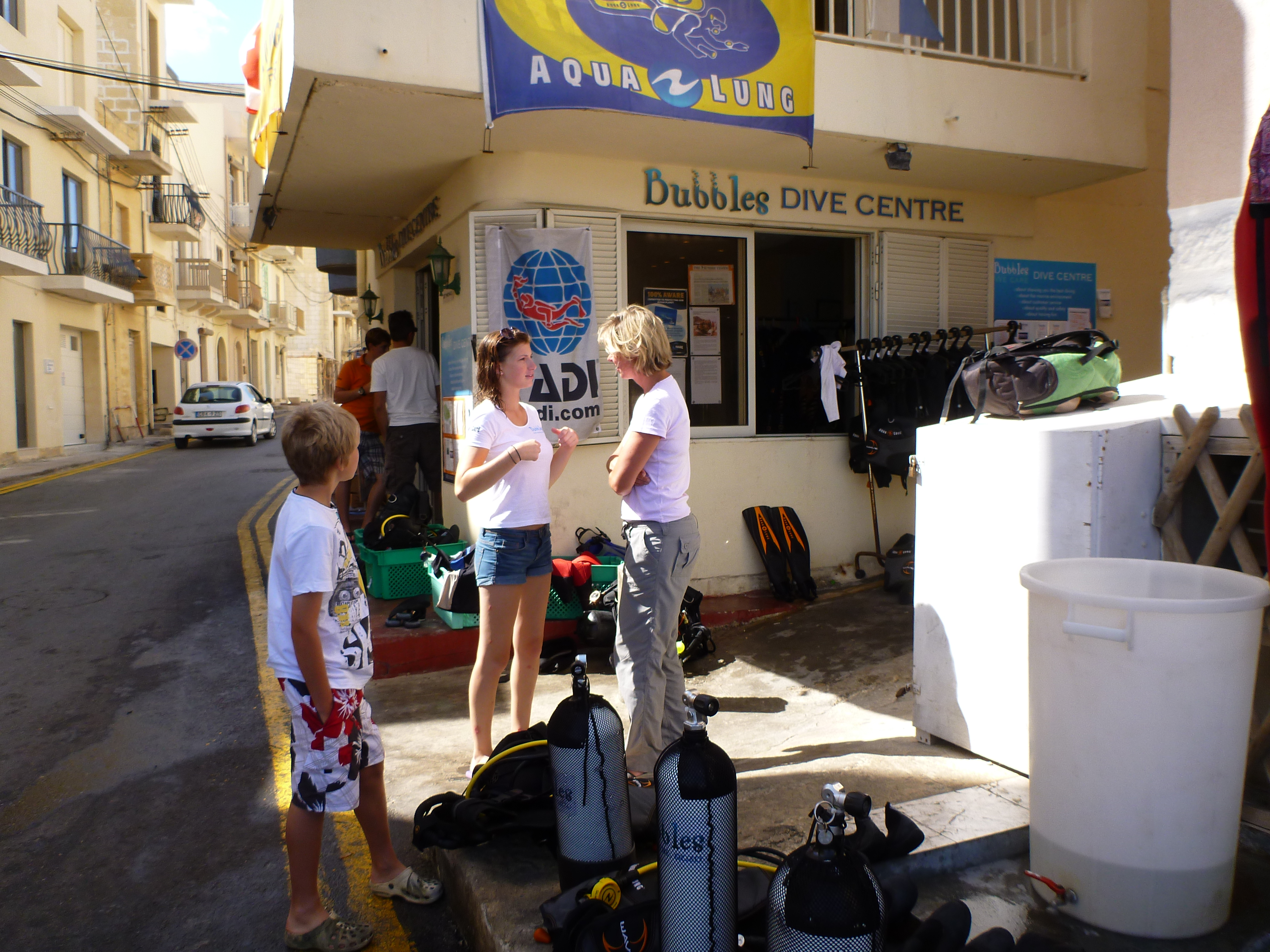
Eine von vielen Tauchschulen im Ort

Die Entwicklung des Tourismus im 20. Jahrhundert auf den maltesischen Inseln führte die wirtschaftliche Entwicklung des Dorfes weg von der Fischerei. Obwohl heute die Fischerei noch eine gewisse Rolle spielt, bietet doch der Tourismus die meisten Arbeitsplätze für die Einwohner. Der Ort verfügt über einen kurzen Sandstrand mit dahinter liegender Promenade, an der sich viele Hotels, Restaurants und Apartmenthäuser befinden. Weiterhin ist der Ort eines der bekanntesten Tauchgebiete Gozos, folglich man findet hier viele Tauchschulen und Tauchbasen.
In den letzten dreißig Jahren kam es zu einer regelrechten Verstädterung und der Ort dehnte sich entlang der halbmondförmigen Bucht bis nach Qbajjar aus. Der wachsende Tourismus führte zum Bau etlicher Hotels, Gästehäuser und Apartmenthäuser. Zusätzlich führte der Wunsch vieler reicher Malteser und Einwohner von Gozo nach einem Zweitwohnsitz in Marsalforn und das Engagement ausländischer Investoren zu erhöhtem Grundstücksbedarf.
Ein Effekt des Tourismus ist eine fühlbare saisonale Veränderung im Charakter des Dorfes. Im Winter, wenn wenig Touristen da sind und viele Zweitwohnsitze nicht genutzt werden, ist es ruhig und friedlich. Im Sommer dagegen ist das Dorf ein geschäftiger Ort voller maltesischer und ausländische Besucher.

## Sehenswürdigkeiten

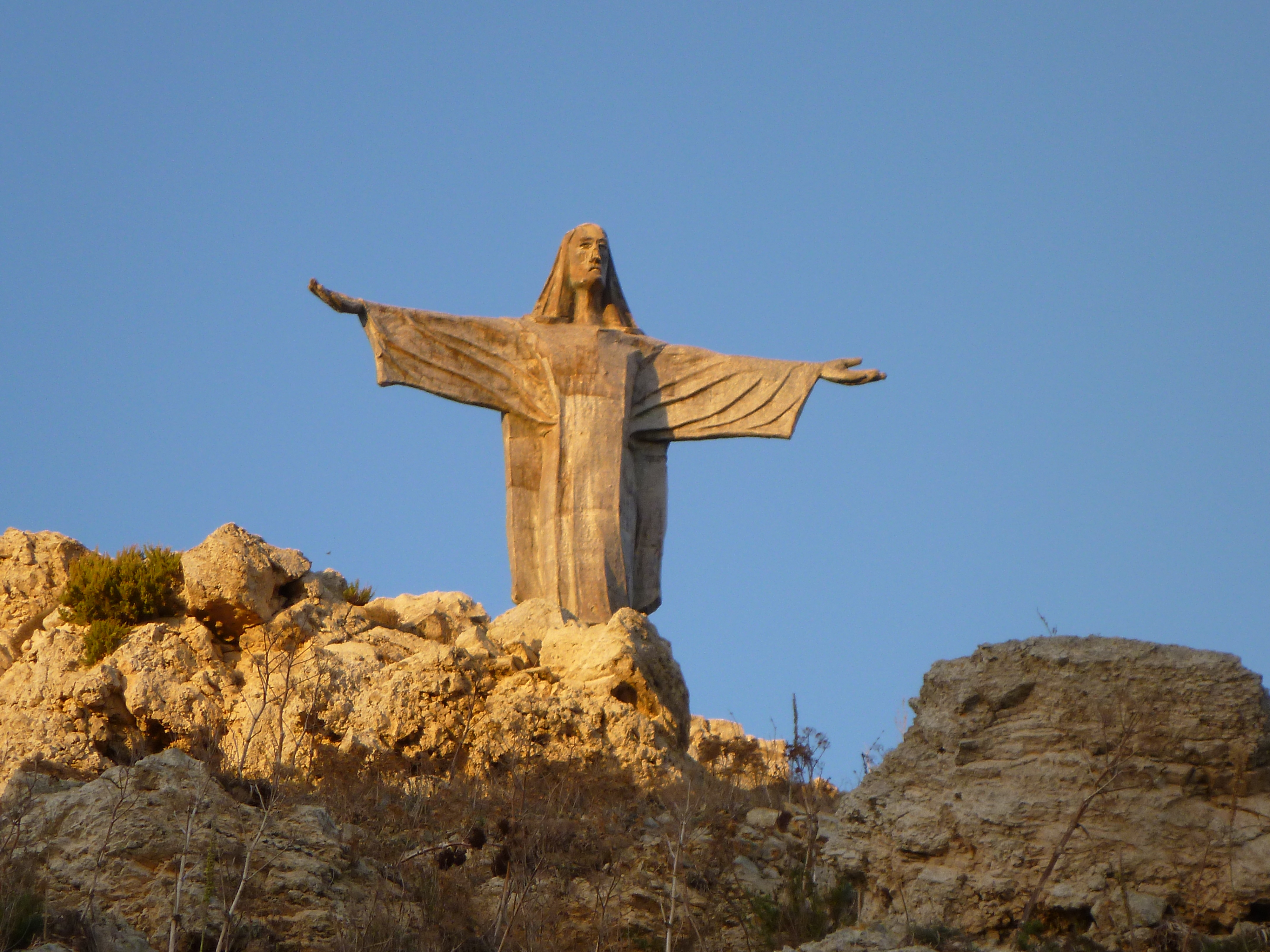
Tas-Salvatur auf dem Tal-Merżuq bei Marsalforn

Im Süden von Marsalforn liegt ein fruchtbares Tal gleichen Namens. Es wird von etlichen Felsriegeln umschlossen. Der bekannteste ist Tal-Merżuq (deutsch: Hügel des Lichtstrahls), auf dem die Statue Tas-Salvatur steht. Wie in der Apostelgeschichte aufgezeichnet, strandete der Apostel Paulus in Malta, und eine Legende erzählt, dass er von Marsalforn aus zu seiner Reise nach Sizilien und Rom aufbrach. Heute noch bezieht man sich auf diese Legende im Dorfwappen, das eine Schlange zeigt, die sich um ein Schwert ringelt. Dies erinnert an die Episode von Paulus, der hier unbeschadet den Biss einer Giftschlange überstanden haben soll.
Die Dorfkirche ist ebenfalls dem Schiffbruch des hl. Paulus geweiht. Ursprünglich im 14. Jahrhundert entstanden, wurde sie mehrfach erweitert. Der Grundstein der heutigen Kirche wurde 1730 gelegt. Das Dorffest feiert man am 10. Februar.